# Гринуэй, Питер
Пи́тер Джон Гри́нуэй (также Гри́науэй англ. Peter John Greenaway; род. 5 апреля 1942, Ньюпорт, Уэльс) — британский художник, кинорежиссёр, писатель, либреттист, куратор многочисленных выставок. Его работы отличаются интеллектуальностью, философичностью и отстранённостью.

## Биография

### Ранние годы
Питер Гринуэй родился 5 апреля 1942 года в Ньюпорте (Уэльс). Его родители были представителями среднего класса. Первые годы Питера, воспитываемого матерью-валлийкой, тётями и бабушкой по материнской линии, прошли в типичном для рабочего класса доме промышленного района Ньюпорта. Когда его отец, проведя четыре года на фронте, вернулся домой, семья трёхлетнего Питера покинула Уэльс и переехала в Лондон, поселившись в Ист-Энде, поближе к родственникам отца, жившим в Эссексе. По́зднее знакомство и переезд положили начало сложным отношениям отца и сына.
Отец Питера занимался строительным бизнесом, всё свободное время уделяя орнитологии. Родители отца были потомственными садовниками и служили в частных владениях. Мать Гринуэя работала учительницей. Питер с 1948 года учился в Форест-Скул (англ.), о которой сохранил плохие воспоминания:xiii. Позже он нашёл строгую обстановку школы схожей с изображённой режиссёром Линдсеем Андерсоном в фильме «Если....». Питер был двоечником по математике, но с головой уходил в литературу и историю, в особенности Средневековья. Он интересовался европейской живописью, его занятия рисованием поощрялись, и уже в детстве Питер решил связать себя с живописью, хотя и не знал, как. К 14—15 годам Гринуэя особенно заинтересовала пейзажная живопись. Во время велосипедных прогулок по Эссексу он часто делал зарисовки местности, а на летних каникулах, традиционно проводимых в Уэльсе в деревенском доме бабушки, рисовал горы и угольные карьеры.
В 9—10 лет, отчасти подражая отцу-орнитологу, отчасти соревнуясь с ним, Гринуэй начал собирать коллекцию насекомых. Отец часто брал его на выходные в Нидерланды наблюдать за птицами на дикой местности, и Питер был очарован здешними пейзажами. В 16 лет Питер открыл для себя творчество Х. Л. Борхеса, ставшего его любимым писателем. Кино же оставалось для Гринуэя «чем-то, на что ходят с друзьями», пока вместе со школьным товарищем он не оказался в кинотеатре на просмотре вышедшей в 1957 году «Седьмой печати» И. Бергмана. Питер пересматривал фильм по два раза в течение пяти дней. Фильм произвёл на юного Гринуэя огромное впечатление и стал началом увлечения европейским авторским кино. Гринуэй сосредоточился на Антониони, Пазолини, Годаре и Рене. В 1959 году Питер и его друг Брайан Лав начали снимать на камеру формата Супер 8 (англ.) фильм «Смерть настроения». Первый фильм Гринуэя, романтичный и меланхоличный, содержал образы «Офелии» Миллеса и Смерти из «Седьмой печати». Он был снят на четырёх крупных кладбищах Лондона, в том числе на Хайгейтском, где был похоронен Карл Маркс.
В сентябре 1960 года Гринуэй начал учиться в Школе искусств Уолтэмстоу, где его приятелем стал Иэн Дьюри. Питер провёл там четыре года и получил образование художника. В 1961 году он познакомился с Майклом Найманом. В феврале-марте 1963 года Гринуэй побывал на выставке картин Р. Б. Китая, ставшего его любимым художником, — он легитимизировал всё, что Питер хотел создать в живописи. В то же время у Гринуэя возникло желание регулярно, как Годар, снимать фильмы. Получив в 1964 году диплом, 22-летний Гринуэй купил механическую 16-миллиметровую камеру «Болекс» и попытался поступить в киношколу при Королевском колледже искусств, но, в отличие от Иэна Дьюри, не прошёл конкурс в 400 человек на 12 мест. После этой неудачи Гринуэй около года занимается разной работой: пробует силы в кинокритике и пишет «совершенно нечитабельные статьи, вроде „Связи между Кирико и Аленом Рене“», служит сторожем в Британском институте кино, «третьим ассистентом монтажёра на испытании» в монтажных Сохо. Наконец, в 1965 году он получил подходящую работу в Центральном управлении информации (англ., COI), где одиннадцать лет проработал монтажёром документальных фильмов о жизни в Великобритании, предназначенных для показа по всему миру. В 1966 году Гринуэй, по собственным словам, снялся в «Фотоувеличении» Антониони, сыграв одного из участников группы мимов.

### COI и первые фильмы
Гринуэй много времени проводил в архивах Британского института кино и имел там свободный доступ к кинопроектору. Он просматривал американские андеграундные фильмы Холлиса Фрэмптона, Стэна Брэкиджа, Майкла Сноу и многих других. Вдохновляясь свободой, с которой они были сделаны, он снимал на «Болекс» свои собственные чёрно-белые экспериментальные фильмы, но единственными зрителями были брат Питера и его собака. Он также писал романы, которые никому не были интересны. В декабре 1968 г. — январе 1969 года Гринуэй побывал в Венеции, где снял короткометражку «Интервалы». В том же 1969 году Питер женился на скульпторше Кэрол, а 21 ноября 1970 года родилась их старшая дочь Ханна. Гринуэи часто проводили каникулы у друга в Уордоре (англ.), в Уилтшире. В 1973 году Питер взял туда камеру и отснял материал для короткометражек «Дом начинается с Эйч» и «Окна».
Летом 1976 года Гринуэй, у которого родилась вторая дочь Джессика, провёл с семьёй три недели у друга на эдвардианской вилле Вудлендс в Гласбери-он-Уай (англ.), Поуис, Уэльс. Гринуэй попытался сделать несколько рисунков дома, но ему мешали дети и повседневные обязанности. Этот опыт породил замыслы «Реконструкции „Вертикальных предметов“» и «Контракта рисовальщика».
В 1977 году от рака желудка умер отец Гринуэя. Через несколько месяцев от той же болезни умерла мать:00:11:12. Смерть отца подвигла Гринуэя к созданию фильма «Прогулка через Эйч: реинкарнация орнитолога».
В 1977—1978 годы Гринуэй ушёл из COI, став режиссёром-фрилансером. Он снимал собственные фильмы и монтировал чужие. Связь с COI не прервалась — в первые годы Гринуэй снимал фильмы и по заказу управления. В конце 1970-х годов авторские фильмы Гринуэя начинают замечать на кинофестивалях. «Прогулка через Эйч» и снятая сразу после неё «Реконструкция „Вертикальных предметов“» получают хвалебные отзывы в прессе:3. Таким образом, в 1980 году Гринуэю удаётся снять свой первый полнометражный фильм — «Падения». В том же 1980 году на Лондонском кинофестивале, проводимом Британским институтом кино, «Падения» (вместе с фильмом 1965 года «Сестры по сцене» китайского режиссёра Се Цзиня) получил премию «The Sutherland Trophy» (англ.), присуждаемую наиболее оригинальной и творческой дебютной работе.
Питер Сэйнсбери (Peter Sainsbury) из Британского института кино предложил Гринуэю снять полноценный игровой фильм. Очень скоро у Гринуэя был готов сценарий фильма «Контракт рисовальщика». Съёмки фильма прошли летом 1981 года в Грумбридж-Плэйс, Кент.

### С 1982
Успех «Контракта рисовальщика» оказался ошеломительным, и Гринуэй объехал весь мир, демонстрируя свой фильм. Он дал себе слово посетить зоопарки всех городов, в которых побывает. Самые сильные впечатления на него оказали берлинский и роттердамский зоопарки — они вдохновили его на создание фильма «Зет и два нуля»:30. Пребывание в Риме в 1983 году сопровождалось болями в животе. Этот неприятный опыт нашёл отражение в сценарии «Живота архитектора»:00:10:40.
В 1985 году началось сотрудничество Гринуэя с оператором-постановщиком Сашей Верни, не прекращавшееся до смерти оператора в 2001 году, и голландским продюсером Кесом Касандером, продолжающееся до сих пор.
В 1988 году Гринуэй, представлявший на 41-м Каннском кинофестивале свой фильм «Отсчёт утопленников», получил премию «За лучший художественный вклад».
В 1993 году снял скандальный фильм-притчу «Дитя Макона», оформленный в декорациях средневекового миракля, в котором обыграл ханжескую мораль и конформизм светских и церковных властей.
В 1994 году, во время постановки оперы «Роза. Конная драма» в Нидерландской опере, Гринуэй познакомился с театральным режиссёром Саскией Боддеке, ставшей его второй женой. В 1999 году Гринуэй переехал из Лондона в центр Амстердама, где и по сей день живёт с новой семьёй.
В декабре 2006 года Гринуэй получил звание Командора ордена Британской империи.

## Художественный стиль
Вода, которая часто появляется в моих фильмах — самая фотогеничная субстанция на свете. Неважно, снимаю ли я облака, лед или пар, — я всегда могу рассчитывать на захватывающие кадры. Это во-первых. Во-вторых, водной стихии присуща мистическая аура. Вода очищает, это метафора перерождения. И чтобы это подчеркнуть, я часто снимаю в воде обнаженные тела. Кстати, если подумать об этом, мы же все — сосуды с водой, передвигающиеся по суше. По-моему, человеческое тело на пять шестых состоит из воды, а Земля покрыта водой на две трети. Так что вода — вездесущая субстанция, она все время с нами. И поэтому я сделал её важной деталью всех своих фильмов — впрочем, второй по значимости после чисел.
Стилю фильмов Гринуэя свойственна тщательная проработка каждого кадра. Гринуэй превращает фильмы в потоки прекрасных картин, и за подобной эстетикой сюжет и проблематика картин теряют свою доминирующую роль. Но это всё же не совсем так. Сюжеты творений Гринуэя и впрямь часто условны, гротескны, нарочито переусложнены. Но при тщательном рассмотрении во всех них обнаруживается большая продуманность. Проблематика фильмов Гринуэя не только чётко выстроена, но и глубока. Частыми темами творчества Гринуэя являются проблемы соотношения живого и неживого, хаоса и порядка, прекрасного и отвратительного, симметричного и несимметричного. В творчестве Гринуэя происходит смешение различных стилей искусств.
Одним из источников вдохновения для Гринуэя являются географические карты:4. Карта как идеальная метафора всегда поражала его воображение:13–15. Среди работ Гринуэя достаточно много экземпляров картографического искусства:57–66.

Гринуэй известен своими парадоксальными заявлениями. Например, он считает, что традиционное кино умерло 31 сентября (прекрасно при этом зная, что в сентябре 30 дней) 1983 года, когда впервые появился пульт дистанционного управления и зрителю стали доступны элементарные возможности интерактивности:
Я уверен, что традиционное кино сегодня умерло. Синдром «Касабланки», когда зрители собираются в кинотеатрах смотреть очевидный шедевр, способный растрогать всех и каждого, уже невозможен. Мы все ищем новые способы использования киноязыка, мы должны найти новую визуальную оболочку для совершенно новых ощущений.

Гринуэй также утверждает, что кино не должно быть повествовательным искусством. В своих работах он пытается создать синтез кино художественного и документального:
Другой вопрос, что я хочу развивать/разработать такое кино, которое было бы... Ну, как если бы игровой фильм был чем-то вроде эссе. Кино, которое маневрирует/лавирует между концепцией документального и игрового. Между вымыслом и фактами не такая уж и большая разница. И режиссёр может играть на этой территории между ними.
Гринуэй является одним из наиболее ярких видеохудожников: художник и режиссёр, ныне виджей и перформансист. Один из наиболее ярких его проектов — «Ночной дозор»: Питер выбрал картину Рембрандта «Ночной дозор» (1642) и рассмотрел её в проекте «Nightwatching» («Ночной дозор» или «Ночное наблюдение»).

Как признался он сам:
Я не ощущаю себя в полной мере режиссёром, скорее „гибридом“, что меня действительно интересует, так это живопись и литература... мне интересно передавать идеи картинками, визуальными средствами. Я image-maker.

## Фильмография
| Фильмы Питера Гринуэя | Фильмы Питера Гринуэя                                    | Фильмы Питера Гринуэя                                   | Фильмы Питера Гринуэя | Фильмы Питера Гринуэя | Фильмы Питера Гринуэя | Фильмы Питера Гринуэя                                                                          |
| Год                   | Русское название                                         | Оригинальное название                                   | Время                 | Произ- водство        | Описание | Релизы                                                                                         |
| --------------------- | -------------------------------------------------------- | ------------------------------------------------------- | --------------------- | --------------------- | --- | ---------------------------------------------------------------------------------------------- |
| 1962                  | Смерть настроения                                        | Death of Sentiment                                      | 8 мин.                |                       | Кладбищенская тематика. Работа над фильмом была начата в 1959 году, когда Гринуэю было 17 лет.                                                                                                 |                                                                                                |
| 1966                  | Поезд                                                    | Train                                                   | ≈ 5 мин.              |                       | Прибытие последних паровозов на вокзал Ватерлоо. Фильм снят с крыши Центрального управления информации и смонтирован в духе «Механического балета» Ф. Леже с использованием конкретной музыки. |                                                                                                |
| 1966                  | Дерево                                                   | Tree                                                    | ≈ 16 мин.             |                       | Фильм с экологическим подтекстом о дереве, росшем у Королевского фестивального зала в Лондоне.                                                                                                 | Фрагменты включены в фильм «Падения» (см. биографию № 83).                                     |
| 1967                  | Революция                                                | Revolution                                              | 3 мин. 15 сек.        |                       | | Включён в документальный фильм Т. Клингера:00:01:34.                                           |
| 1967                  | 5 открыток из городов                                    | 5 Postcards from Capital Cities                         | ≈ 35 мин.             |                       | | Фрагменты включены в фильм «Падения» (см. биографии № 20, 22, 23).                             |
| 1971                  | Эрозия                                                   | Erosion                                                 | ≈ 27 мин.             |                       | Использована музыка Брайана Ино. | Фрагменты включены в фильм «Падения» (см. биографии № 8, 33).                                  |
| 1973                  | Интервалы                                                | Intervals                                               | 6 мин. 25 сек.        |                       | Особым образом смонтированные кадры Венеции, в которые не попадает вода. Использованы «Времена года» Вивальди.                                                                                 | Издавался на VHS и DVD в составе сборника «Первые фильмы Питера Гринуэя».                      |
| 1973                  | Дом начинается с Эйч                                     | H Is for House                                          |                       |                       | Первая редакция фильма. |                                                                                                |
| 1975                  | Окна                                                     | Windows                                                 | 3 мин. 35 сек.        |                       | Ироничный статистический отчёт о выпавших из окна людях. Музыка — «La Poule» Жан-Филиппа Рамо.                                                                                                 | Издавался на VHS и DVD в составе сборника «Первые фильмы Питера Гринуэя».                      |
| 1975                  | Вода                                                     | Water                                                   | ≈ 5 мин.              |                       | | Фрагменты включены в фильмы «Падения» (см. биографию № 18) и «26 ванных комнат».               |
| 1975                  | Вотер-Рэкетс / Водяные оторвы                            | Water Wrackets                                          | 11 мин. 16 сек.       |                       | | Издавался на VHS и DVD в составе сборника «Первые фильмы Питера Гринуэя».                      |
| 1976                  | Гуль в числах                                            | Goole by Numbers                                        | ≈ 40 мин.             |                       | Портрет йоркширского городка Гул. Предшественник фильма «Утопая в числах» (Отсчёт утопленников).                                                                                               | Фрагменты, вероятно, включены в фильм «Падения» (см. биографии № 27).                          |
| 1976                  | Побережье                                                | The Coastline                                           | 25 мин.               |                       | Первая редакция фильма. |                                                                                                |
| 1977                  | Дорогой телефон                                          | Dear Phone                                              | 16 мин. 40 сек.       |                       | | Издавался на VHS и DVD в составе сборника «Первые фильмы Питера Гринуэя».                      |
| 1978                  | 1-100                                                    | 1-100                                                   |                       |                       | |                                                                                                |
| 1978                  | Прогулка через Эйч: Реинкарнация орнитолога              | A Walk Through H: The Reincarnation of an Ornithologist | 40 мин. 30 сек.       | BFI                   | Путешествие по 92 картам вымышленных мест, нарисованным Гринуэем. | Издавался на VHS и DVD в составе сборника «Первые фильмы Питера Гринуэя».                      |
| 1978                  | Реконструкция Вертикальных предметов                     | Vertical Features Remake                                | ≈ 45 мин.             |                       | | Издавался на VHS и DVD в составе сборника «Первые фильмы Питера Гринуэя».                      |
| 1978                  | Эдди Кидд                                                | Eddie Kidd                                              | 5 мин.                | COI                   | |                                                                                                |
| 1978                  | Намного лучше остальных                                  | Cut Above the Rest                                      | 5 мин.                | COI                   | |                                                                                                |
| 1978                  | Дом начинается с Эйч                                     | H Is for House                                          | 8 мин. 46 сек.        |                       | Вторая редакция фильма. | Издавался на VHS и DVD в составе сборника «Первые фильмы Питера Гринуэя».                      |
| 1979                  | Женщины-художники                                        | Women Artists                                           | 5 мин.                | COI                   | |                                                                                                |
| 1979                  | Замок Лидс                                               | Leeds Castle                                            | 5 мин.                | COI                   | |                                                                                                |
| 1979                  | Зандра Роудз                                             | Insight: Zandra Rhodes                                  | 15 мин.               | COI                   | Документальный фильм. | Издан на DVD в 2010 году.                                                                      |
| 1979                  | Струйный принтер                                         | Living Tomorrow 245: Inkjet Printer                     | 5 мин.                | COI                   | | Издавался на DVD с изменённой звуковой дорожкой.                                               |
| 1980                  | Падения                                                  | The Falls                                               | 186 мин. 57 сек.      | BFI                   | | Издавался на VHS и DVD.                                                                        |
| 1980                  | Деревня Лакок                                            | Lacock Village                                          | 5 мин.                | COI                   | |                                                                                                |
| 1980                  | Сельский дневник                                         | Country Diary                                           | 5 мин.                | COI                   | Документальный фильм. |                                                                                                |
| 1980                  | Божий промысел                                           | Act of God                                              | ≈ 25 мин.             |                       | | Издавался на DVD.                                                                              |
| 1981                  | Теренс Конран                                            | Insight: Terence Conran                                 | 15 мин.               | COI                   | Документальный фильм. | Издан на DVD в 2010 году.                                                                      |
| 1982                  | Контракт рисовальщика                                    | The Draughtsman’s Contract                              |                       | BFI                   | | Издавался на VHS, DVD и Blu-ray.                                                               |
| 1983                  | Море в их крови                                          | The Sea in Their Blood                                  | 30 мин.               | COI                   | Вторая редакция фильма «Побережье». Абсурдная статистика по Британским островам. | Издавался на DVD и Blu-ray.                                                                    |
| 1983                  | 4 американских композитора                               | 4 American Composers                                    | 4 серии по 55 мин.    |                       | Документальные фильмы о Джоне Кейдже, Филипе Глассе, Мередит Монк и Роберте Эшли. | Издавался на VHS и DVD.                                                                        |
| 1984                  | Делая всплеск                                            | Making a Splash                                         | 24 мин.               |                       | Водная стихия от простейших организмов до синхронного плавания. Музыка — «Water Dances» Майкла Наймана.                                                                                        | Издавался на DVD.                                                                              |
| 1985                  | Дом изнутри: 26 ванных комнат. Лондон и Оксфордшир, 1985 | Inside Rooms: 26 Bathrooms. London & Oxfordshire, 1985  | 25 мин.               |                       | |                                                                                                |
| 1985                  | ЗОО: Зет и два нуля                                      | ZOO: A Zed & Two Noughts                                |                       | BFI                   | | Издавался на VHS, DVD и Blu-ray.                                                               |
| 1985                  | Данте. Ад. Песнь V                                       | A TV Dante. The Inferno: Canto V                        |                       |                       | Пилотная серия. |                                                                                                |
| 1987                  | Живот архитектора                                        | The Belly of an Architect                               |                       |                       | | Издавался на VHS, DVD и Blu-ray.                                                               |
| 1988                  | Утопая в числах (Отсчёт утопленников)                    | Drowning by Numbers                                     |                       |                       | | Издавался на VHS, DVD и Blu-ray.                                                               |
| 1988                  | Боязнь утонуть                                           | Fear of Drowning                                        |                       |                       | | Издавался на DVD.                                                                              |
| 1988                  | Смерть в Сене                                            | Death in the Seine                                      |                       |                       | | Издавался на VHS.                                                                              |
| 1989                  | Повар, Вор, его Жена и её Любовник                       | The Cook, The Thief, His Wife & Her Lover               |                       |                       | | Издавался на VHS, DVD и Blu-ray.                                                               |
| 1989                  | Рукопожатие Хуберта Балса                                | Hubert Bals Handshake                                   |                       |                       | |                                                                                                |
| 1989                  | Данте. Ад. Песни I—VIII                                  | A TV Dante. The Inferno: Cantos I—VIII                  |                       |                       | | Издавался на VHS и DVD.                                                                        |
| 1991                  | Книги Просперо                                           | Prospero’s Books                                        |                       |                       | | Издавался на VHS, DVD и Blu-ray.                                                               |
| 1991                  | Прогулка по библиотеке Просперо                          | A Walk Through Prospero’s Library                       |                       |                       | Телефильм, перечисляющий всех обитателей острова Просперо, связанных с водой. | Включён в документальный фильм Т. Клингера. Издавался на DVD.                                  |
| 1991                  | Человек, Музыка, Моцарт начинаются с М                   | M Is for Man, Music, Mozart                             |                       |                       | Телефильм, часть проекта «Не Моцарт». | Издавался на VHS и DVD.                                                                        |
| 1992                  | Роза                                                     | Rosa                                                    |                       |                       | | Издавался на DVD.                                                                              |
| 1993                  | Дарвин                                                   | Darwin                                                  |                       |                       | Телефильм. |                                                                                                |
| 1993                  | Дитя Макона                                              | The Baby of Mâcon                                       |                       |                       | | Издавался на VHS, DVD и Blu-ray.                                                               |
| 1994                  | Лестницы 1: Женева                                       | Stairs 1: Geneva                                        | 107 мин.              |                       | Сто прокомментированых видов Женевы. | Издавался небольшим тиражом на VHS.                                                            |
| 1995                  | Люмьер и компания                                        | Lumière et Compagnie                                    |                       |                       | Короткий фильм для международного кинопроекта. | Издавался на DVD.                                                                              |
| 1995                  | Записки у изголовья (Интимный дневник)                   | The Pillow Book                                         |                       |                       | | Издавался на VHS, DVD и Blu-ray.                                                               |
| 1997                  | Мост                                                     | The Bridge                                              |                       |                       | |                                                                                                |
| 1999                  | 8½ женщин                                                | 8½ Women                                                |                       |                       | | Издавался на VHS и DVD.                                                                        |
| 1999                  | Смерть композитора: Роза, конная драма                   | The Death of a Composer: Rosa, a Horse Drama            |                       |                       | Телеверсия оперы Луи Андриссена на либретто Питера Гринуэя. Постановка Питера Гринуэя. | Показывался по телевидению, распространялся в виде бутлегов.                                   |
| 2001                  | Путешествия по Рейтдипу                                  | Reitdiep Journeys                                       | 56 мин.               |                       | |                                                                                                |
| 2001                  | Адуардские кости                                         | Aduard Bones                                            |                       |                       | |                                                                                                |
| 2001                  | Человек в ванне                                          | The Man in the Bath                                     |                       |                       | |                                                                                                |
| 2003                  | Чемоданы Тульса Люпера: Моавитская история               | The Tulse Luper Suitcases: The Moab Story               | 127 мин.              |                       | | Издавался на DVD.                                                                              |
| 2003                  | Чемоданы Тульса Люпера: Антверпен                        | The Tulse Luper Suitcases: Antwerp                      | 107 мин.              |                       | |                                                                                                |
| 2004                  | Чемоданы Тульса Люпера: Из Во к морю                     | The Tulse Luper Suitcases: Vaux to the Sea              | 108 мин.              |                       | | Издавался на DVD.                                                                              |
| 2004                  | Чемоданы Тульса Люпера: От Сарка до конца                | The Tulse Luper Suitcases: From Sark to the Finish      | 105 мин.              |                       | | Издавался на DVD.                                                                              |
| 2004                  | Европейский душ                                          | The European Showerbath                                 |                       |                       | Часть международного кинопроекта «Образы Европы» (Visions of Europe). | Издавался на DVD.                                                                              |
| 2005                  | Жизнь в чемоданах                                        | A Life in Suitcases                                     |                       |                       | |                                                                                                |
| 2007                  | Ночной дозор                                             | Nightwatching                                           |                       |                       | | Издавался на DVD и Blu-ray.                                                                    |
| 2007                  | Заселяя замки Венарии-Реале                              | Peopling the Palaces at Venaria Reale                   | 180 мин.              |                       | Портреты обитателей дворца Венарии-Реале, Пьемонт, Италия. | Премьера состоялась 13 октября 2007 года во дворце Венарии. Запланировано издание на двух DVD. |
| 2008                  | Секс и смерть в Зволле                                   | Sex and Death in Zwolle                                 |                       |                       | |                                                                                                |
| 2008                  | Рембрандт. Я обвиняю!                                    | Rembrandt’s J’accuse…!                                  |                       |                       | Документальный фильм. | Издавался на DVD.                                                                              |
| 2009                  | Свадьба                                                  | The Marriage                                            |                       |                       | |                                                                                                |
| 2010                  | Ботеро. Дань уважения Питера Гринуэя                     | Botero. A homage from Peter Greenaway                   |                       |                       | |                                                                                                |
| 2010                  | 92 ядерных взрыва на планете Земля                       | 92 Atomic Bomb Explosions on the Planet Earth           | 20 мин.               |                       | |                                                                                                |
| 2011                  | Замок Амеронген                                          | Kasteel Amerongen / Castle Amerongen                    | 37 мин.               |                       | |                                                                                                |
| 2012                  | Гольциус и Пеликанья компания                            | Goltzius & the Pelican Company                          | 128 мин.              |                       | | Премьера состоялась 30 сентября 2012 года на Нидерландском кинофестивале.                      |
| 2013                  | Как раз вовремя                                          | Just in Time                                            | Короткометражный      |                       | Первая работа Гринуэя в 3D, часть киноальманаха «3×3D». | Премьера состоялась 23 мая 2013 года в рамках Недели критики в Каннах.                         |
| 2015                  | Эйзенштейн в Гуанахуато                                  | Eisenstein in Guanajuato                                | Полнометражный        |                       | Художественный фильм об эпизоде из путешествия Сергея Эйзенштейна по Мексике. |                                                                                                |
| 2018                  | Пешком до Парижа                                         | Walking to Paris                                        | Полнометражный        | Cinatura              | Художественный фильм о путешествии скульптора Константина Бранкузи. |                                                                                                |
| 2019                  | Эйзенштейн в Голливуде                                   | Eisenstein in Hollywood                                 | Полнометражный        | Cinatura              | Приквел «Эйзенштейна в Гуанахуато». |                                                                                                |
| 2019                  | Любовь питают музыкой                                    | The Food of Love                                        | Полнометражный        | Cinatura              | Фильм по мотивам «Смерти в Венеции» Томаса Манна. |                                                                                                |
| TBA                   | Смертельная Лукка                                        | Lucca Mortis                                            | Полнометражный        |                       | |                                                                                                |

Гринуэем и Касандером запланировано множество других фильмов. Среди них: приуроченный к 500-летию со смерти художника «Босх» (Bosch, 2016) — третий проект в гринуэевской серии «Голландские мастера», «Дитя любви» (The Love Child) — история о призраке ребёнка, действие которой происходит в Японии X века, романтическая комедия «4 бури и 2 младенца» (4 Storms & 2 Babies) — о женщине, забеременевшей после группового секса с двумя мужчинами, инспирированная произведениями Борхеса «Шлюха без лица» (The Whore Without a Face), фильм о непорочном зачатии «Иосиф» (Joseph) и лента об Оскаре Кокошке. Также Гринуэй вместе с Саскией Боддеке работает над фильмом «Волга», посвященным путешествию Александра Дюма по России в 1858 году и историческим событиям в посещенных им городах.

## Книги
- 1984 — Контракт рисовальщика / The Draughtsman’s Contract (Париж)
- 1986 — Зет и два нуля / A Zed & Two Noughts
- 1987 — Живот архитектора / The Belly of an Architect
- 1988 — Утопая в числах / Drowning by Numbers
- 1988 — Боязнь утонуть в числах / Fear of Drowning by Numbers (Париж)
- 1989 — Повар, Вор, его Жена и её Любовник / The Cook, The Thief, His Wife and Her Lover (Париж)
- 1990 — Бумаги / Papers (Париж)
- 1990 — Данте ТВ / A TV Dante (Лондон)
- 1991 — Телесность / The Physical Self (Роттердам)
- 1991 — Книги Просперо / Prospero’s Books (Лондон)
- 1992 — Вещи Просперо / Prospero’s Subjects (Токио)
- 1992—100 предметов, представляющих мир / 100 Objects to Represent the World (Вена)
- 1992 — Le Bruit des Nuages (Париж)
- 1993 — Подстерегающая вода / Watching Water (Милан)
- 1993 — Роза / Rosa (Париж)
- 1993 — Падения / The Falls (Париж)
- 1993 — Некоторые организующие принципы / Some Organizing Principles (Суонси)
- 1993 — Дитя Макона / The Baby of Mâcon
- 1993 — Публика Макона / Audience of Mâcon
- 1994 — Улетая из мира / Flying Out of This World
- 1994 — Лестницы: Женева / The Stairs: Geneva, the Location (Лондон, книга и CD)
- 1995 — Лестницы: Мюнхен / The Stairs: Munich (Лондон)
- 1996 — Записки у изголовья / The Pillow Book
- 1997 — Пролетая над водой / Flying Over Water (Барселона)
- 1998 — 100 предметов, представляющих мир. Опера Питера Гринуэя / 100 Objects to Represent the World. A Prop-Opera by Peter Greenaway
- 1998—100 аллегорий, представляющих мир / 100 Allegories to Represent the World
- 1998 — Христофор Колумб / Christoph Kolumbus (Берлин)
- 1999 — Восемь с половиной женщин / Eight and a Half Women
- 2000 — Весточки к Вермееру / Writing to Vermeer (Амстердам)
- 2001 — Золото. 92 слитка в разбитой машине / Gold. 92 bars in a crashed car
- 2001 — Ад и Рай / Hel en Hemel (Гронинген)
- 2002 — Тульс Люпер в Турине / Tulse Luper in Turin
- 2002 — Золото / Gold (Париж)
- 2004 — Люпер в Комптон Верни / Luper at Compton Verney
- 2004 — Тульс Люпер в Венеции / Tulse Luper in Venice
- 2006 — Дети урана / The Children of Uranium
- 2006 — Ковчег Форт-Асперена / Fort Asperen Ark
- 2006 — Вглядываясь в ночь: обзор «Ночного дозора» Рембрандта / Nightwatching: A View of Rembrandt’s The Night Watch (Роттердам)
- 2006 — Ночной дозор / Nightwatching (Париж)
- 2007 — Историки, том 39: Восход и падение драмы жестов / The Historians. Book 39: The Rise and Fall of Gestures Drama
- 2007 — Заселяя замки / Peopling the Palaces
- 2008 — «Тайная вечеря» Леонардо / Leonardo’s Last Supper (Милан)
- 2009 — Гольциус и Пеликанья компания / Goltzius & the Pelican Company (Париж, «Dis Voir»)
- 2011 — Историки, том 6: Игрушки / The Historians. Book 6: Toys (Париж, «Dis Voir»)